# Arnold Topp
Arnold Topp (født 8. marts 1887 i Soest, Nordrhein-Westfalen ; formodet død 1945 et sted ved floden Oder) var en tysk kubistisk maler og lærer.
Topp uddannede sig til lærer på det lokale lærerseminarium og tog arbejde som landsbyskolelærer.
1910 deltog han i et seminar for tegnelærere på kunstakademiet i Düsseldorf, og 1913 blev han ansat som tegnelærer i Brandenburg an der Havel.
I Berlin havde han 1915 en udstilling hos Der Sturm.
Under 1. verdenskrig blev han indkaldt til militærtjeneste og såret i kampene omkring Verdun. Efter lazaretopholdet vendte han 1918 tilbage til Brandenburg, hvor han var medgrundlægger af Arbeitsrat für Kunst ('Bedriftsrådet for kunst').
Naziregimet betegnede hans kunst som degenereret (Entartete Kunst), og 1940 blev han forflyttet til Meseritz i Vestpreussen. 1945 blev han indkaldt til Volkssturm og derefter overført til Wehrmacht. Han har været forsvundet siden en kampmission samme år, og april 1961 blev Arnold Topp erklæret død ved byretten i Soest.
| - Værker af Arnold Topp - Bystudie, 1916 Studie Stadt - Komposition, 1916 - Rolandstatuen(no) foran rådhuset i Neustadt, 1918 - Den røde bedende, 1918 Der rote Beter - To verdner, ca. 1918 Zwei Welten - Gul-rød måne over faldende huse, 1919 Gelbroter Mond über stürzenden Häusern - Nøgen kvinde (akt), ca. 1919 Weiblicher Akt - Bylandskab med to røde figurer, ca. 1919 - Uden titel, 1919 |